# Оливос
Оливос (исп. Olivos) — город в Аргентине в провинции Буэнос-Айрес, часть агломерации Большой Буэнос-Айрес, место размещения загородной резиденции президента Аргентины. Административный центр муниципалитета Висенте-Лопес.

## История
Через это место издавна проходила дорога, соединяющая Буэнос-Айрес с Кордовой. В начале XVIII века местный землевладелец начал разводить оливы, и в документе 1770 года городской совет Буэнос-Айреса назвал это место Парахе-де-лос-Оливос (исп. Paraje de los Olivos, «место с оливами»). Значительную часть этих земель приобрели в личное пользование вице-король Рио-де-ла-Платы Антонио де Олагуэр-и-Фелиу, и иммигрант-немец Эрнан Виненберг. Когда в 1860-х годах здесь строилась железная дорога, то Винеберг пожертвовал свои земли под железнодорожную станцию, и в 1863 году здесь появилась станция «Оливос», вокруг которой начало расти поселение.
В 1897 году на церемонии с участием экс-президента Бартоломе Митре здесь была открыта церковь Хесус-эн-эль-Уэрто-де-лос-Оливос. В 1905 году из муниципалитета Сан-Исидро был выделен муниципалитет Висенте-Лопес, и его администрация разместилась именно здесь.
В 1913 году скончался Карлос Вильяте Олагуэр (праправнук вице-короля Рио-де-ла-Платы), который завещал 35 гектаров принадлежавших его семье земель национальному правительству для строительства загородной президентской резиденции. В 1940 году наследники Вильяте инициировали судебный процесс по возвращению виллы, но Верховный суд отклонил иск, и с 1941 года «Кинта де Оливос» является официальной загородной президентской резиденцией.

## Известные уроженцы
- Луис Карнилья (1917—2001) — футболист
- Хавьер Пинола (род.1983) — футболист
- Себастьян Тальябуэ (род.1983) — футболист